# 卡涅夫斯卡亞區

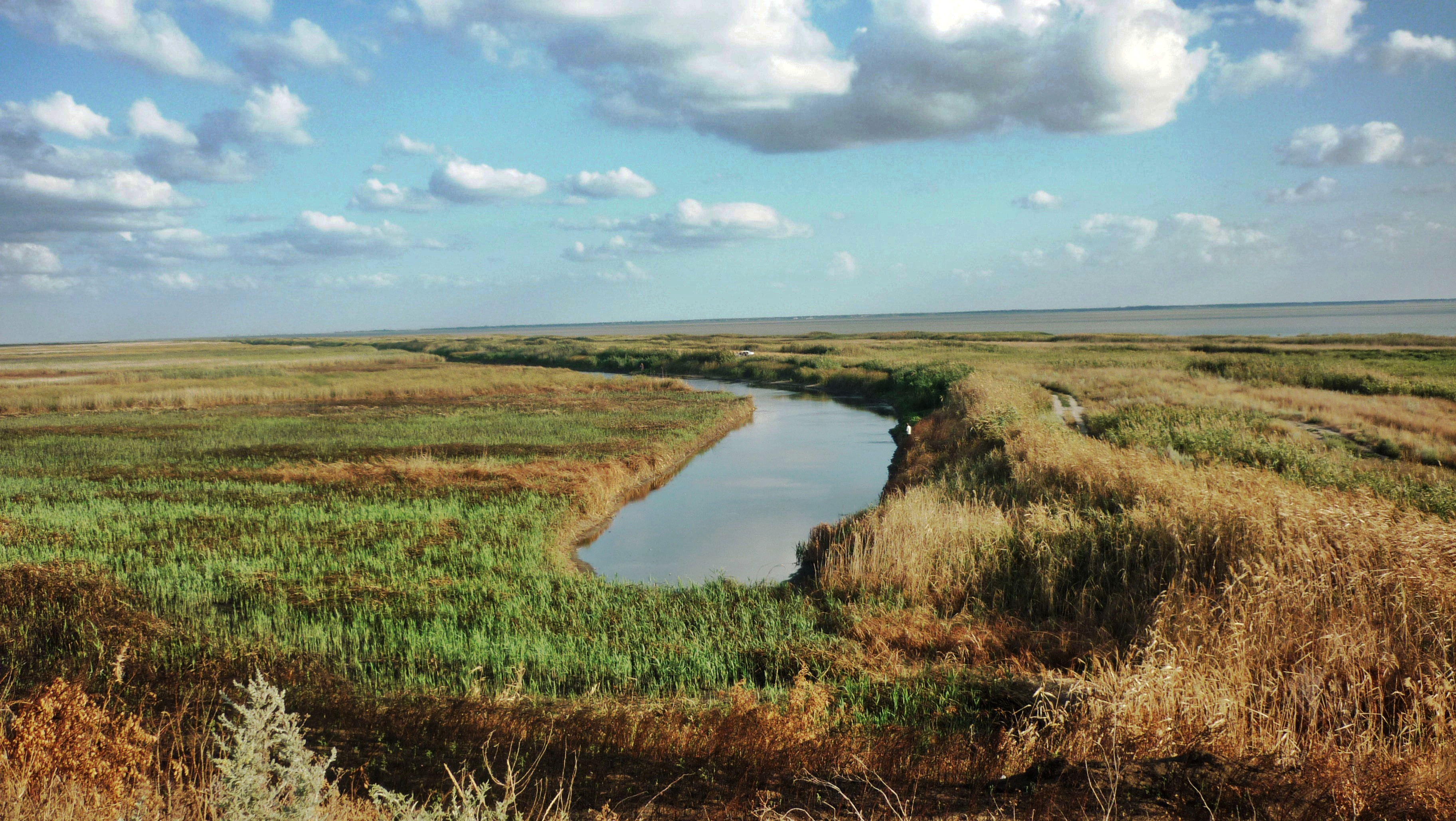

46°04′43″N 38°58′09″E / 46.07861°N 38.96917°E
卡涅夫斯卡亞區（俄语：Каневской район），是俄羅斯的一個區，位於該國西南部，由克拉斯諾達爾邊疆區負責管轄，面積2,483平方公里，2010年人口102,624，人口密度每平方公里41.33人。